# Hinkel (Rosport-Mompach)
Hinkel (luxemburgisch Hénkelⓘ) ist ein Ortsteil der Gemeinde Rosport-Mompach, bis zum 1. Januar 2018 war der Ort Ortsteil von Rosport, Kanton Echternach im Großherzogtum Luxemburg. Der Ort befindet sich direkt an der Grenze zu Deutschland.

## Lage
Hinkel liegt an der Sauer, die im Osten an der Ortschaft in einer Schleife vorbeifließt. Nachbarorte sind im Norden Rosport, im Osten auf deutscher Seite der Sauer Wintersdorf im Süden Girst und im Westen Girsterklause. Durch den Ort verlaufen die Nationalstraße 10 und die CR 370.

## Geschichte
Bis zum 4. März 1963 besaß Hinkel einen Anschluss an das Eisenbahnnetz durch die Bahnstrecke Ettelbrück–Grevenmacher.